# Польська васалізація Молдови (1387 р.)
Польська васалізація Молдови відбулася 26 вересня 1387 року у Львові, коли Петру I Молдовський віддав данину королю Польщі Владиславу II Ягайлу, зробивши Молдавське князівство васальною державою Корони Королівства Польського.

## Передумови
З 1367 по 1387 рік Молдовське князівство залишалося під сюзеренітетом Угорщини та під польсько-угорським сюзеренітетом у період між 1370 і 1382 роками, коли Королівство Польське та Королівство Угорщина були об'єднані під одним монархом Людовіком I Угорським. Коли Людовик I був коронований польським королем, він також успадкував титулярне Галицько-Волинське королівство, яке раніше було інтегроване до Польського королівства в 1349 році та повністю завойоване королем Казимиром III Великим у 1366 році, поставивши Польщу на пороги Молдові.

## Васалізація
Людовик I помер у 1382 році, не маючи спадкоємця чоловічої статі, який би забезпечив спадкоємність його династії. Однак у 1383 році польська шляхта вирішила запропонувати корону молодшій доньці Людовика, принцесі Ядвізі, яка була офіційно коронована королем Польщі в 1384 році. Політичні потрясіння в Польщі після смерті Людовика I переконали Великого князя Литовського Ягайла одружитися з Ядвігою та прийняти римо-католицтво, таким чином змінивши своє ім'я на Владислав Ягайло та утворивши унію між Королівством Польським і Великим князівством Литовським.
У 1387 році Червона Русь все ще належала Угорському королівству, і королева Ядвіга вирішила розпочати військову експедицію, щоб відвоювати провінцію, і 11 серпня 1387 р. польське військо разом із литовським загоном на чолі з Ягайлом розгромили останню точку опору угорців у фортеці Галич. Наступного місяця, 26 вересня 1387 року, під час відвідування Львова в щойно відвойованій провінції Петру I віддав шану і присягнув на вірність як королеві Ядвізі, так і королю Владиславу Ягайлу. Очевидно, підставою цього було те, що молдавське князівство повстало на південних землях Руського королівства.

## Наслідки
Васалізація Молдавії забезпечила польській короні вихід до Чорного моря через портове місто Маврокаструм, щоб забезпечити життєдіяльність комерційного центру Львова та забезпечити захист основних європейських торговельних шляхів. Отже, васалізація забезпечила Польщі сферу впливу в Молдавії за рахунок Угорського королівства, а Молдова отримала захист від угорської гегемонії. Молдова залишалася польською вотчиною до 1497 року.